# Casino Bessarione

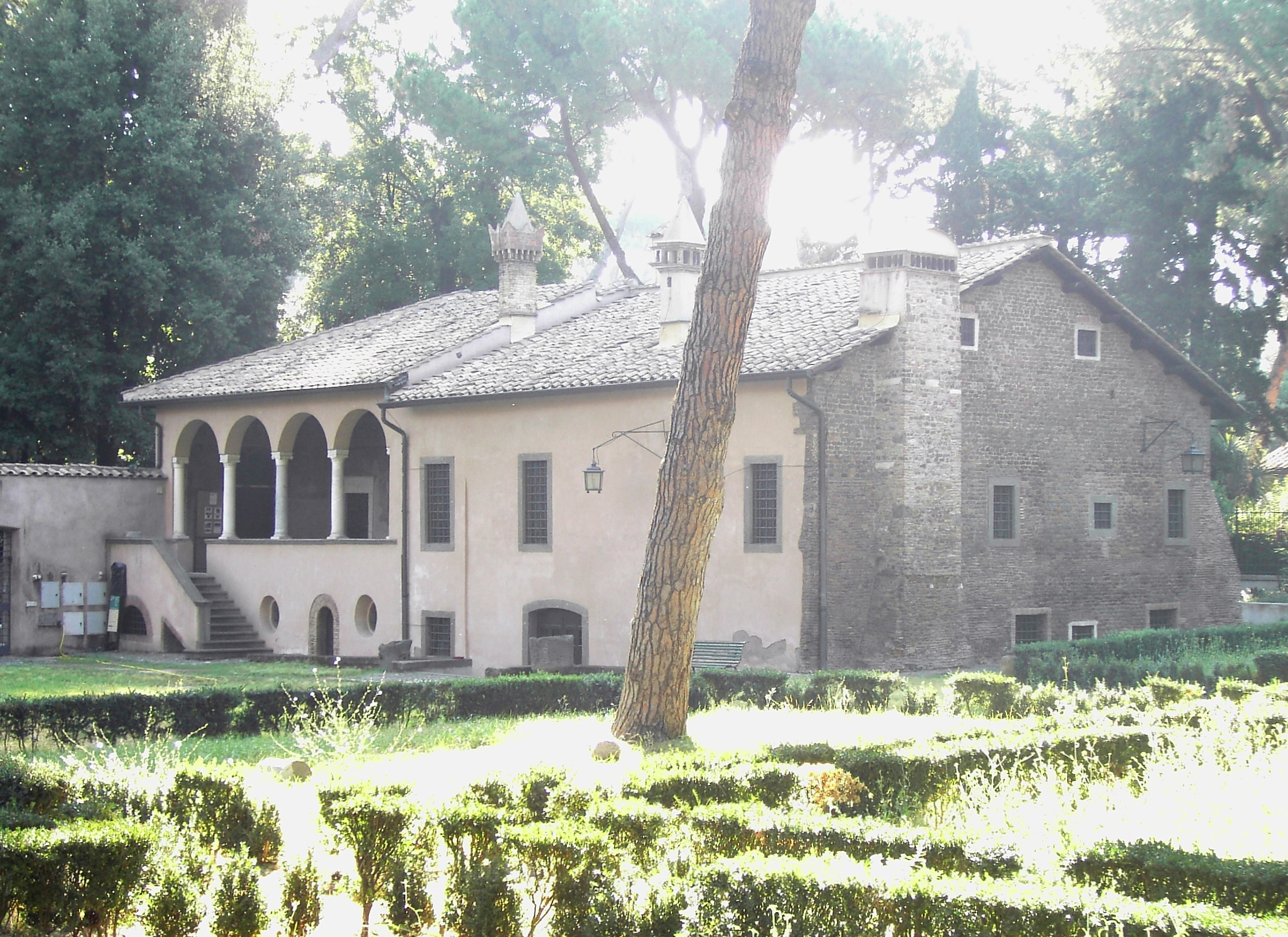
Vista do Casino.

Casino Bessarione é uma palacete localizada na Via di Porta San Sebastiano, no rione San Saba de Roma, perto da igreja de San Cesareo de Appia e do Orti di Galatea.

## História
Basilios Bessarion, conhecido na Itália como Giovanni Bessarione, nasceu em 1403 em Trebizonda, na época parte do Império Bizantino. Quando se tornou monge, Basilios assumiu o nome de Bessarion em homenagem a São Bessarião, um eremita egípcio do século V. Em 1439, ele acompanhou o imperador João VIII Paleólogo ao Concílio de Florença, durante o qual a Igreja Ortodoxa e a Igreja Católica chegaram a um acordo (temporário) sobre suas diferenças e concordaram em uma reunificação (a "União de Florença"). Depois do concílio, Basilios permaneceu na Itália e foi nomeado cardeal pelo papa Eugênio IV. Depois disto, ele passou o restante de sua vida tentando salvar o que podia da herança cultural bizantina, incluindo registros de muitas obras de antigos filósofos e teólogos desconhecidos no ocidente. Depois da Queda de Constantinopla (1453), Bessarion ajudou muitos refugiados gregos em Roma.
O terreno onde ela está localizada foi cedido, em 1302, pelo papa Bonifácio VIII Caetani aos irmãos crociferi (ordem dos Betlemitani) com o objetivo de abrigar uma estalagem e hospital. Como cardeal, Bessarion recebeu a igreja de San Cesareo de Appia como igreja titular (1449-1468), o que levou à associação de uma antiga residência do século XV localizada nas imediações ao seu nome. Atualmente, os historiadores acreditam que ela tenha sido construída pelo cardeal Giovanni Battista Zeno (1479-1501) entre 1450 e 1460, o sucessor de Bessarion no título. Ele era um sobrinho do papa Paulo II, cujo palácio em Roma tinha janelas muito similares às deste palacete. Em 1542, o cardeal Marcello Crescenzi, utilizou o Casino e encomendou a decoração da lógia, que ainda hoje está decorada com o seu brasão. Em 1600, o papa Clemente VIII Aldobrandini cedeu a propriedade ao Collegio Clementino (da Ordem dos Clérigos Regulares de Somasca), que a utilizaram como retiro de verão até 1870, quando a maior parte das propriedades monásticas de Roma foram confiscadas pelo Reino da Itália depois da captura de Roma.
O Casino foi reinaugurado em 1933 depois de uma ampla reforma e passou a ser utilizado para receber chefes de governo.